# Campeonato Brasileiro de Futebol de 2024 - Série B
A Série B do Campeonato Brasileiro de Futebol de 2024, oficialmente Brasileirão Série B 2024 – Betnacional por motivos de patrocínio, foi a 43.ª edição da competição de futebol realizada no Brasil, equivalente à segunda divisão. Foi disputada por 20 clubes, dos quais os quatro primeiros colocados tiveram acesso à Série A de 2025 e os quatro últimos foram rebaixados à Série C de 2025.
Pelo terceiro ano consecutivo, a região Sudeste teve o maior número de representantes com oito equipes garantidas, seguida da região Sul, que contou com a participação de cinco clubes. Na sequência, com três participantes, vem o Nordeste, o que fez dessa a edição com a menor quantidade de clubes da região nos pontos corridos, juntamente com 2019. As regiões Norte e Centro-Oeste contaram com dois participantes cada. Foi a primeira vez em 18 anos que a região Norte teve mais de um integrante.
A edição contou com as estreias do Amazonas e do Santos, voltando a ter uma equipe do grupo dos grandes clubes do futebol brasileiro após uma temporada de ausência. Em novembro, o clube do litoral paulista foi o primeiro a obter a promoção à Série A de 2025, com duas rodadas de antecedência, após vitória sobre o Coritiba, fora de casa, por 2–0. Na rodada seguinte, o Peixe conquistou o título da competição mesmo sem entrar em campo, beneficiado pelo empate entre Novorizontino e Paysandu em 1–1, em Novo Horizonte. Os demais promovidos foram definidos somente na última rodada, com Mirassol, Sport e Ceará: o clube do interior paulista se classificou após vencer a Chapecoense em casa; a equipe de Recife também entrou no G-4 com uma vitória em casa, diante do campeão Santos; enquanto o alvinegro cearense empatou sem gols com o Guarani, em Campinas, garantindo a classificação graças à derrota do Novorizontino para o Goiás, deixando a zona de acesso na rodada final.
Já na parte debaixo da tabela, o Brusque abriu os descensos à Série C de 2025 na 36.ª rodada, após ser derrotado em Belém, pelo Paysandu, por 1–0. Um dia depois, o Guarani também teve o rebaixamento confirmado ao empatar sem gols com o Amazonas, no Estádio Brinco de Ouro. Na penúltima rodada, Ponte Preta e Ituano completaram a lista de rebaixados após a vitória do CRB sobre o Santos na Vila Belmiro por 2–0, e da Chapecoense contra o Coritiba por 2–1 na Arena Condá.

## Participantes
| Equipe          | Cidade         | Estado | Em 2023        | Estádio (mando)       | Capacidade | Títulos        |
| --------------- | -------------- | ------ | -------------- | --------------------- | ---------- | -------------- |
| Amazonas        | Manaus         | AM     | 1.º (Série C)  | Arena da Amazônia     | 44 000     | 0 (não possui) |
| América Mineiro | Belo Horizonte | MG     | 20.º (Série A) | Independência         | 23 018     | 2 (1997, 2017) |
| Avaí            | Florianópolis  | SC     | 13.º           | Ressacada             | 17 800     | 0 (não possui) |
| Botafogo-SP     | Ribeirão Preto | SP     | 12.º           | Santa Cruz            | 25 000     | 0 (não possui) |
| Brusque         | Brusque        | SC     | 2.º (Série C)  | Augusto Bauer         | 5 000      | 0 (não possui) |
| Ceará           | Fortaleza      | CE     | 11.º           | Arena Castelão        | 63 904     | 0 (não possui) |
| Chapecoense     | Chapecó        | SC     | 16.º           | Arena Condá           | 20 289     | 1 (2020)       |
| Coritiba        | Curitiba       | PR     | 19.° (Série A) | Couto Pereira         | 40 502     | 2 (2007, 2010) |
| CRB             | Maceió         | AL     | 9.º            | Rei Pelé              | 17 126     | 0 (não possui) |
| Goiás           | Goiânia        | GO     | 18.º (Série A) | Hailé Pinheiro        | 14 525     | 2 (1999, 2012) |
| Guarani         | Campinas       | SP     | 10.º           | Brinco de Ouro        | 29 130     | 1 (1981)       |
| Ituano          | Itu            | SP     | 14.º           | Novelli Junior        | 15 600     | 0 (não possui) |
| Mirassol        | Mirassol       | SP     | 6.°            | Campos Maia           | 15 000     | 0 (não possui) |
| Novorizontino   | Novo Horizonte | SP     | 5.º            | Jorge Ismael de Biasi | 12 398     | 0 (não possui) |
| Operário-PR     | Ponta Grossa   | PR     | 3.º (Série C)  | Germano Krüger        | 10 632     | 0 (não possui) |
| Paysandu        | Belém          | PA     | 4.º (Série C)  | Curuzu                | 16 200     | 2 (1991, 2001) |
| Ponte Preta     | Campinas       | SP     | 15.º           | Moisés Lucarelli      | 17 728     | 0 (não possui) |
| Santos          | Santos         | SP     | 17.º (Série A) | Vila Belmiro          | 20 360     | 0 (não possui) |
| Sport           | Recife         | PE     | 7.º            | Ilha do Retiro        | 26 418     | 1 (1990)       |
| Vila Nova       | Goiânia        | GO     | 8.º            | OBA                   | 11 788     | 0 (não possui) |

## Estádios
| Amazonas | América Mineiro | Avaí | Botafogo-SP | Brusque | Ceará              |
| --- | --- | --- | --- | --- | ------------------ |
| Arena da Amazônia | Independência | Ressacada | Santa Cruz | Augusto Bauer | Arena Castelão     |
| Capacidade: 44 000 | Capacidade: 23 018 | Capacidade: 17 826 | Capacidade: 29 292 | Capacidade: 5 000 | Capacidade: 63 908 |
| | | | | |                    |
| Chapecoense | \| Amazonas América-MG Avaí Botafogo-SP Brusque Ceará Chapecoense Coritiba CRB Goiás Guarani Ituano Mirassol Novorizontino Operário-PR Paysandu Ponte Preta Santos Sport Vila NovaLocalização dos times por Estado. Localização das equipes participantes da Série B de 2024 \| | \| Amazonas América-MG Avaí Botafogo-SP Brusque Ceará Chapecoense Coritiba CRB Goiás Guarani Ituano Mirassol Novorizontino Operário-PR Paysandu Ponte Preta Santos Sport Vila NovaLocalização dos times por Estado. Localização das equipes participantes da Série B de 2024 \| | \| Amazonas América-MG Avaí Botafogo-SP Brusque Ceará Chapecoense Coritiba CRB Goiás Guarani Ituano Mirassol Novorizontino Operário-PR Paysandu Ponte Preta Santos Sport Vila NovaLocalização dos times por Estado. Localização das equipes participantes da Série B de 2024 \| | \| Amazonas América-MG Avaí Botafogo-SP Brusque Ceará Chapecoense Coritiba CRB Goiás Guarani Ituano Mirassol Novorizontino Operário-PR Paysandu Ponte Preta Santos Sport Vila NovaLocalização dos times por Estado. Localização das equipes participantes da Série B de 2024 \| | Coritiba           |
| Arena Condá | \| Amazonas América-MG Avaí Botafogo-SP Brusque Ceará Chapecoense Coritiba CRB Goiás Guarani Ituano Mirassol Novorizontino Operário-PR Paysandu Ponte Preta Santos Sport Vila NovaLocalização dos times por Estado. Localização das equipes participantes da Série B de 2024 \| | \| Amazonas América-MG Avaí Botafogo-SP Brusque Ceará Chapecoense Coritiba CRB Goiás Guarani Ituano Mirassol Novorizontino Operário-PR Paysandu Ponte Preta Santos Sport Vila NovaLocalização dos times por Estado. Localização das equipes participantes da Série B de 2024 \| | \| Amazonas América-MG Avaí Botafogo-SP Brusque Ceará Chapecoense Coritiba CRB Goiás Guarani Ituano Mirassol Novorizontino Operário-PR Paysandu Ponte Preta Santos Sport Vila NovaLocalização dos times por Estado. Localização das equipes participantes da Série B de 2024 \| | \| Amazonas América-MG Avaí Botafogo-SP Brusque Ceará Chapecoense Coritiba CRB Goiás Guarani Ituano Mirassol Novorizontino Operário-PR Paysandu Ponte Preta Santos Sport Vila NovaLocalização dos times por Estado. Localização das equipes participantes da Série B de 2024 \| | Couto Pereira      |
| Capacidade: 20 089 | \| Amazonas América-MG Avaí Botafogo-SP Brusque Ceará Chapecoense Coritiba CRB Goiás Guarani Ituano Mirassol Novorizontino Operário-PR Paysandu Ponte Preta Santos Sport Vila NovaLocalização dos times por Estado. Localização das equipes participantes da Série B de 2024 \| | \| Amazonas América-MG Avaí Botafogo-SP Brusque Ceará Chapecoense Coritiba CRB Goiás Guarani Ituano Mirassol Novorizontino Operário-PR Paysandu Ponte Preta Santos Sport Vila NovaLocalização dos times por Estado. Localização das equipes participantes da Série B de 2024 \| | \| Amazonas América-MG Avaí Botafogo-SP Brusque Ceará Chapecoense Coritiba CRB Goiás Guarani Ituano Mirassol Novorizontino Operário-PR Paysandu Ponte Preta Santos Sport Vila NovaLocalização dos times por Estado. Localização das equipes participantes da Série B de 2024 \| | \| Amazonas América-MG Avaí Botafogo-SP Brusque Ceará Chapecoense Coritiba CRB Goiás Guarani Ituano Mirassol Novorizontino Operário-PR Paysandu Ponte Preta Santos Sport Vila NovaLocalização dos times por Estado. Localização das equipes participantes da Série B de 2024 \| | Capacidade: 40 502 |
| | \| Amazonas América-MG Avaí Botafogo-SP Brusque Ceará Chapecoense Coritiba CRB Goiás Guarani Ituano Mirassol Novorizontino Operário-PR Paysandu Ponte Preta Santos Sport Vila NovaLocalização dos times por Estado. Localização das equipes participantes da Série B de 2024 \| | \| Amazonas América-MG Avaí Botafogo-SP Brusque Ceará Chapecoense Coritiba CRB Goiás Guarani Ituano Mirassol Novorizontino Operário-PR Paysandu Ponte Preta Santos Sport Vila NovaLocalização dos times por Estado. Localização das equipes participantes da Série B de 2024 \| | \| Amazonas América-MG Avaí Botafogo-SP Brusque Ceará Chapecoense Coritiba CRB Goiás Guarani Ituano Mirassol Novorizontino Operário-PR Paysandu Ponte Preta Santos Sport Vila NovaLocalização dos times por Estado. Localização das equipes participantes da Série B de 2024 \| | \| Amazonas América-MG Avaí Botafogo-SP Brusque Ceará Chapecoense Coritiba CRB Goiás Guarani Ituano Mirassol Novorizontino Operário-PR Paysandu Ponte Preta Santos Sport Vila NovaLocalização dos times por Estado. Localização das equipes participantes da Série B de 2024 \| |                    |
| CRB | \| Amazonas América-MG Avaí Botafogo-SP Brusque Ceará Chapecoense Coritiba CRB Goiás Guarani Ituano Mirassol Novorizontino Operário-PR Paysandu Ponte Preta Santos Sport Vila NovaLocalização dos times por Estado. Localização das equipes participantes da Série B de 2024 \| | \| Amazonas América-MG Avaí Botafogo-SP Brusque Ceará Chapecoense Coritiba CRB Goiás Guarani Ituano Mirassol Novorizontino Operário-PR Paysandu Ponte Preta Santos Sport Vila NovaLocalização dos times por Estado. Localização das equipes participantes da Série B de 2024 \| | \| Amazonas América-MG Avaí Botafogo-SP Brusque Ceará Chapecoense Coritiba CRB Goiás Guarani Ituano Mirassol Novorizontino Operário-PR Paysandu Ponte Preta Santos Sport Vila NovaLocalização dos times por Estado. Localização das equipes participantes da Série B de 2024 \| | \| Amazonas América-MG Avaí Botafogo-SP Brusque Ceará Chapecoense Coritiba CRB Goiás Guarani Ituano Mirassol Novorizontino Operário-PR Paysandu Ponte Preta Santos Sport Vila NovaLocalização dos times por Estado. Localização das equipes participantes da Série B de 2024 \| | Goiás              |
| Rei Pelé | \| Amazonas América-MG Avaí Botafogo-SP Brusque Ceará Chapecoense Coritiba CRB Goiás Guarani Ituano Mirassol Novorizontino Operário-PR Paysandu Ponte Preta Santos Sport Vila NovaLocalização dos times por Estado. Localização das equipes participantes da Série B de 2024 \| | \| Amazonas América-MG Avaí Botafogo-SP Brusque Ceará Chapecoense Coritiba CRB Goiás Guarani Ituano Mirassol Novorizontino Operário-PR Paysandu Ponte Preta Santos Sport Vila NovaLocalização dos times por Estado. Localização das equipes participantes da Série B de 2024 \| | \| Amazonas América-MG Avaí Botafogo-SP Brusque Ceará Chapecoense Coritiba CRB Goiás Guarani Ituano Mirassol Novorizontino Operário-PR Paysandu Ponte Preta Santos Sport Vila NovaLocalização dos times por Estado. Localização das equipes participantes da Série B de 2024 \| | \| Amazonas América-MG Avaí Botafogo-SP Brusque Ceará Chapecoense Coritiba CRB Goiás Guarani Ituano Mirassol Novorizontino Operário-PR Paysandu Ponte Preta Santos Sport Vila NovaLocalização dos times por Estado. Localização das equipes participantes da Série B de 2024 \| | Hailé Pinheiro     |
| Capacidade: 17 126 | \| Amazonas América-MG Avaí Botafogo-SP Brusque Ceará Chapecoense Coritiba CRB Goiás Guarani Ituano Mirassol Novorizontino Operário-PR Paysandu Ponte Preta Santos Sport Vila NovaLocalização dos times por Estado. Localização das equipes participantes da Série B de 2024 \| | \| Amazonas América-MG Avaí Botafogo-SP Brusque Ceará Chapecoense Coritiba CRB Goiás Guarani Ituano Mirassol Novorizontino Operário-PR Paysandu Ponte Preta Santos Sport Vila NovaLocalização dos times por Estado. Localização das equipes participantes da Série B de 2024 \| | \| Amazonas América-MG Avaí Botafogo-SP Brusque Ceará Chapecoense Coritiba CRB Goiás Guarani Ituano Mirassol Novorizontino Operário-PR Paysandu Ponte Preta Santos Sport Vila NovaLocalização dos times por Estado. Localização das equipes participantes da Série B de 2024 \| | \| Amazonas América-MG Avaí Botafogo-SP Brusque Ceará Chapecoense Coritiba CRB Goiás Guarani Ituano Mirassol Novorizontino Operário-PR Paysandu Ponte Preta Santos Sport Vila NovaLocalização dos times por Estado. Localização das equipes participantes da Série B de 2024 \| | Capacidade: 14 525 |
| | \| Amazonas América-MG Avaí Botafogo-SP Brusque Ceará Chapecoense Coritiba CRB Goiás Guarani Ituano Mirassol Novorizontino Operário-PR Paysandu Ponte Preta Santos Sport Vila NovaLocalização dos times por Estado. Localização das equipes participantes da Série B de 2024 \| | \| Amazonas América-MG Avaí Botafogo-SP Brusque Ceará Chapecoense Coritiba CRB Goiás Guarani Ituano Mirassol Novorizontino Operário-PR Paysandu Ponte Preta Santos Sport Vila NovaLocalização dos times por Estado. Localização das equipes participantes da Série B de 2024 \| | \| Amazonas América-MG Avaí Botafogo-SP Brusque Ceará Chapecoense Coritiba CRB Goiás Guarani Ituano Mirassol Novorizontino Operário-PR Paysandu Ponte Preta Santos Sport Vila NovaLocalização dos times por Estado. Localização das equipes participantes da Série B de 2024 \| | \| Amazonas América-MG Avaí Botafogo-SP Brusque Ceará Chapecoense Coritiba CRB Goiás Guarani Ituano Mirassol Novorizontino Operário-PR Paysandu Ponte Preta Santos Sport Vila NovaLocalização dos times por Estado. Localização das equipes participantes da Série B de 2024 \| |                    |
| Guarani | \| Amazonas América-MG Avaí Botafogo-SP Brusque Ceará Chapecoense Coritiba CRB Goiás Guarani Ituano Mirassol Novorizontino Operário-PR Paysandu Ponte Preta Santos Sport Vila NovaLocalização dos times por Estado. Localização das equipes participantes da Série B de 2024 \| | \| Amazonas América-MG Avaí Botafogo-SP Brusque Ceará Chapecoense Coritiba CRB Goiás Guarani Ituano Mirassol Novorizontino Operário-PR Paysandu Ponte Preta Santos Sport Vila NovaLocalização dos times por Estado. Localização das equipes participantes da Série B de 2024 \| | \| Amazonas América-MG Avaí Botafogo-SP Brusque Ceará Chapecoense Coritiba CRB Goiás Guarani Ituano Mirassol Novorizontino Operário-PR Paysandu Ponte Preta Santos Sport Vila NovaLocalização dos times por Estado. Localização das equipes participantes da Série B de 2024 \| | \| Amazonas América-MG Avaí Botafogo-SP Brusque Ceará Chapecoense Coritiba CRB Goiás Guarani Ituano Mirassol Novorizontino Operário-PR Paysandu Ponte Preta Santos Sport Vila NovaLocalização dos times por Estado. Localização das equipes participantes da Série B de 2024 \| | Ituano             |
| Brinco de Ouro | \| Amazonas América-MG Avaí Botafogo-SP Brusque Ceará Chapecoense Coritiba CRB Goiás Guarani Ituano Mirassol Novorizontino Operário-PR Paysandu Ponte Preta Santos Sport Vila NovaLocalização dos times por Estado. Localização das equipes participantes da Série B de 2024 \| | \| Amazonas América-MG Avaí Botafogo-SP Brusque Ceará Chapecoense Coritiba CRB Goiás Guarani Ituano Mirassol Novorizontino Operário-PR Paysandu Ponte Preta Santos Sport Vila NovaLocalização dos times por Estado. Localização das equipes participantes da Série B de 2024 \| | \| Amazonas América-MG Avaí Botafogo-SP Brusque Ceará Chapecoense Coritiba CRB Goiás Guarani Ituano Mirassol Novorizontino Operário-PR Paysandu Ponte Preta Santos Sport Vila NovaLocalização dos times por Estado. Localização das equipes participantes da Série B de 2024 \| | \| Amazonas América-MG Avaí Botafogo-SP Brusque Ceará Chapecoense Coritiba CRB Goiás Guarani Ituano Mirassol Novorizontino Operário-PR Paysandu Ponte Preta Santos Sport Vila NovaLocalização dos times por Estado. Localização das equipes participantes da Série B de 2024 \| | Novelli Junior     |
| Capacidade: 29 130 | \| Amazonas América-MG Avaí Botafogo-SP Brusque Ceará Chapecoense Coritiba CRB Goiás Guarani Ituano Mirassol Novorizontino Operário-PR Paysandu Ponte Preta Santos Sport Vila NovaLocalização dos times por Estado. Localização das equipes participantes da Série B de 2024 \| | \| Amazonas América-MG Avaí Botafogo-SP Brusque Ceará Chapecoense Coritiba CRB Goiás Guarani Ituano Mirassol Novorizontino Operário-PR Paysandu Ponte Preta Santos Sport Vila NovaLocalização dos times por Estado. Localização das equipes participantes da Série B de 2024 \| | \| Amazonas América-MG Avaí Botafogo-SP Brusque Ceará Chapecoense Coritiba CRB Goiás Guarani Ituano Mirassol Novorizontino Operário-PR Paysandu Ponte Preta Santos Sport Vila NovaLocalização dos times por Estado. Localização das equipes participantes da Série B de 2024 \| | \| Amazonas América-MG Avaí Botafogo-SP Brusque Ceará Chapecoense Coritiba CRB Goiás Guarani Ituano Mirassol Novorizontino Operário-PR Paysandu Ponte Preta Santos Sport Vila NovaLocalização dos times por Estado. Localização das equipes participantes da Série B de 2024 \| | Capacidade: 15 600 |
| | \| Amazonas América-MG Avaí Botafogo-SP Brusque Ceará Chapecoense Coritiba CRB Goiás Guarani Ituano Mirassol Novorizontino Operário-PR Paysandu Ponte Preta Santos Sport Vila NovaLocalização dos times por Estado. Localização das equipes participantes da Série B de 2024 \| | \| Amazonas América-MG Avaí Botafogo-SP Brusque Ceará Chapecoense Coritiba CRB Goiás Guarani Ituano Mirassol Novorizontino Operário-PR Paysandu Ponte Preta Santos Sport Vila NovaLocalização dos times por Estado. Localização das equipes participantes da Série B de 2024 \| | \| Amazonas América-MG Avaí Botafogo-SP Brusque Ceará Chapecoense Coritiba CRB Goiás Guarani Ituano Mirassol Novorizontino Operário-PR Paysandu Ponte Preta Santos Sport Vila NovaLocalização dos times por Estado. Localização das equipes participantes da Série B de 2024 \| | \| Amazonas América-MG Avaí Botafogo-SP Brusque Ceará Chapecoense Coritiba CRB Goiás Guarani Ituano Mirassol Novorizontino Operário-PR Paysandu Ponte Preta Santos Sport Vila NovaLocalização dos times por Estado. Localização das equipes participantes da Série B de 2024 \| |                    |
| Mirassol | \| Amazonas América-MG Avaí Botafogo-SP Brusque Ceará Chapecoense Coritiba CRB Goiás Guarani Ituano Mirassol Novorizontino Operário-PR Paysandu Ponte Preta Santos Sport Vila NovaLocalização dos times por Estado. Localização das equipes participantes da Série B de 2024 \| | \| Amazonas América-MG Avaí Botafogo-SP Brusque Ceará Chapecoense Coritiba CRB Goiás Guarani Ituano Mirassol Novorizontino Operário-PR Paysandu Ponte Preta Santos Sport Vila NovaLocalização dos times por Estado. Localização das equipes participantes da Série B de 2024 \| | \| Amazonas América-MG Avaí Botafogo-SP Brusque Ceará Chapecoense Coritiba CRB Goiás Guarani Ituano Mirassol Novorizontino Operário-PR Paysandu Ponte Preta Santos Sport Vila NovaLocalização dos times por Estado. Localização das equipes participantes da Série B de 2024 \| | \| Amazonas América-MG Avaí Botafogo-SP Brusque Ceará Chapecoense Coritiba CRB Goiás Guarani Ituano Mirassol Novorizontino Operário-PR Paysandu Ponte Preta Santos Sport Vila NovaLocalização dos times por Estado. Localização das equipes participantes da Série B de 2024 \| | Novorizontino      |
| Maião | \| Amazonas América-MG Avaí Botafogo-SP Brusque Ceará Chapecoense Coritiba CRB Goiás Guarani Ituano Mirassol Novorizontino Operário-PR Paysandu Ponte Preta Santos Sport Vila NovaLocalização dos times por Estado. Localização das equipes participantes da Série B de 2024 \| | \| Amazonas América-MG Avaí Botafogo-SP Brusque Ceará Chapecoense Coritiba CRB Goiás Guarani Ituano Mirassol Novorizontino Operário-PR Paysandu Ponte Preta Santos Sport Vila NovaLocalização dos times por Estado. Localização das equipes participantes da Série B de 2024 \| | \| Amazonas América-MG Avaí Botafogo-SP Brusque Ceará Chapecoense Coritiba CRB Goiás Guarani Ituano Mirassol Novorizontino Operário-PR Paysandu Ponte Preta Santos Sport Vila NovaLocalização dos times por Estado. Localização das equipes participantes da Série B de 2024 \| | \| Amazonas América-MG Avaí Botafogo-SP Brusque Ceará Chapecoense Coritiba CRB Goiás Guarani Ituano Mirassol Novorizontino Operário-PR Paysandu Ponte Preta Santos Sport Vila NovaLocalização dos times por Estado. Localização das equipes participantes da Série B de 2024 \| | Jorjão             |
| Capacidade: 15 000 | \| Amazonas América-MG Avaí Botafogo-SP Brusque Ceará Chapecoense Coritiba CRB Goiás Guarani Ituano Mirassol Novorizontino Operário-PR Paysandu Ponte Preta Santos Sport Vila NovaLocalização dos times por Estado. Localização das equipes participantes da Série B de 2024 \| | \| Amazonas América-MG Avaí Botafogo-SP Brusque Ceará Chapecoense Coritiba CRB Goiás Guarani Ituano Mirassol Novorizontino Operário-PR Paysandu Ponte Preta Santos Sport Vila NovaLocalização dos times por Estado. Localização das equipes participantes da Série B de 2024 \| | \| Amazonas América-MG Avaí Botafogo-SP Brusque Ceará Chapecoense Coritiba CRB Goiás Guarani Ituano Mirassol Novorizontino Operário-PR Paysandu Ponte Preta Santos Sport Vila NovaLocalização dos times por Estado. Localização das equipes participantes da Série B de 2024 \| | \| Amazonas América-MG Avaí Botafogo-SP Brusque Ceará Chapecoense Coritiba CRB Goiás Guarani Ituano Mirassol Novorizontino Operário-PR Paysandu Ponte Preta Santos Sport Vila NovaLocalização dos times por Estado. Localização das equipes participantes da Série B de 2024 \| | Capacidade: 16 000 |
| | \| Amazonas América-MG Avaí Botafogo-SP Brusque Ceará Chapecoense Coritiba CRB Goiás Guarani Ituano Mirassol Novorizontino Operário-PR Paysandu Ponte Preta Santos Sport Vila NovaLocalização dos times por Estado. Localização das equipes participantes da Série B de 2024 \| | \| Amazonas América-MG Avaí Botafogo-SP Brusque Ceará Chapecoense Coritiba CRB Goiás Guarani Ituano Mirassol Novorizontino Operário-PR Paysandu Ponte Preta Santos Sport Vila NovaLocalização dos times por Estado. Localização das equipes participantes da Série B de 2024 \| | \| Amazonas América-MG Avaí Botafogo-SP Brusque Ceará Chapecoense Coritiba CRB Goiás Guarani Ituano Mirassol Novorizontino Operário-PR Paysandu Ponte Preta Santos Sport Vila NovaLocalização dos times por Estado. Localização das equipes participantes da Série B de 2024 \| | \| Amazonas América-MG Avaí Botafogo-SP Brusque Ceará Chapecoense Coritiba CRB Goiás Guarani Ituano Mirassol Novorizontino Operário-PR Paysandu Ponte Preta Santos Sport Vila NovaLocalização dos times por Estado. Localização das equipes participantes da Série B de 2024 \| |                    |
| Operário-PR | Paysandu | Ponte Preta | Santos | Sport | Vila Nova          |
| Germano Krüger | Curuzu | Moises Lucarelli | Vila Belmiro | Ilha do Retiro | OBA                |
| Capacidade: 10 632 | Capacidade: 16 200 | Capacidade: 17 728 | Capacidade: 16 795 | Capacidade: 26 418 | Capacidade: 11 788 |
| | | | | |                    |
| Amazonas América-MG Avaí Botafogo-SP Brusque Ceará Chapecoense Coritiba CRB Goiás Guarani Ituano Mirassol Novorizontino Operário-PR Paysandu Ponte Preta Santos Sport Vila NovaLocalização dos times por Estado. Localização das equipes participantes da Série B de 2024 | | | | |                    |

### Outros estádios
Além dos estádios de mando usual, outros estádios foram utilizados devido a punições de perda de mando de campo impostas pelo Superior Tribunal de Justiça Desportiva ou por conta de problemas de interdição dos estádios usuais ou simplesmente por opção dos clubes em mandar seus jogos em outros locais, geralmente buscando uma melhor renda.

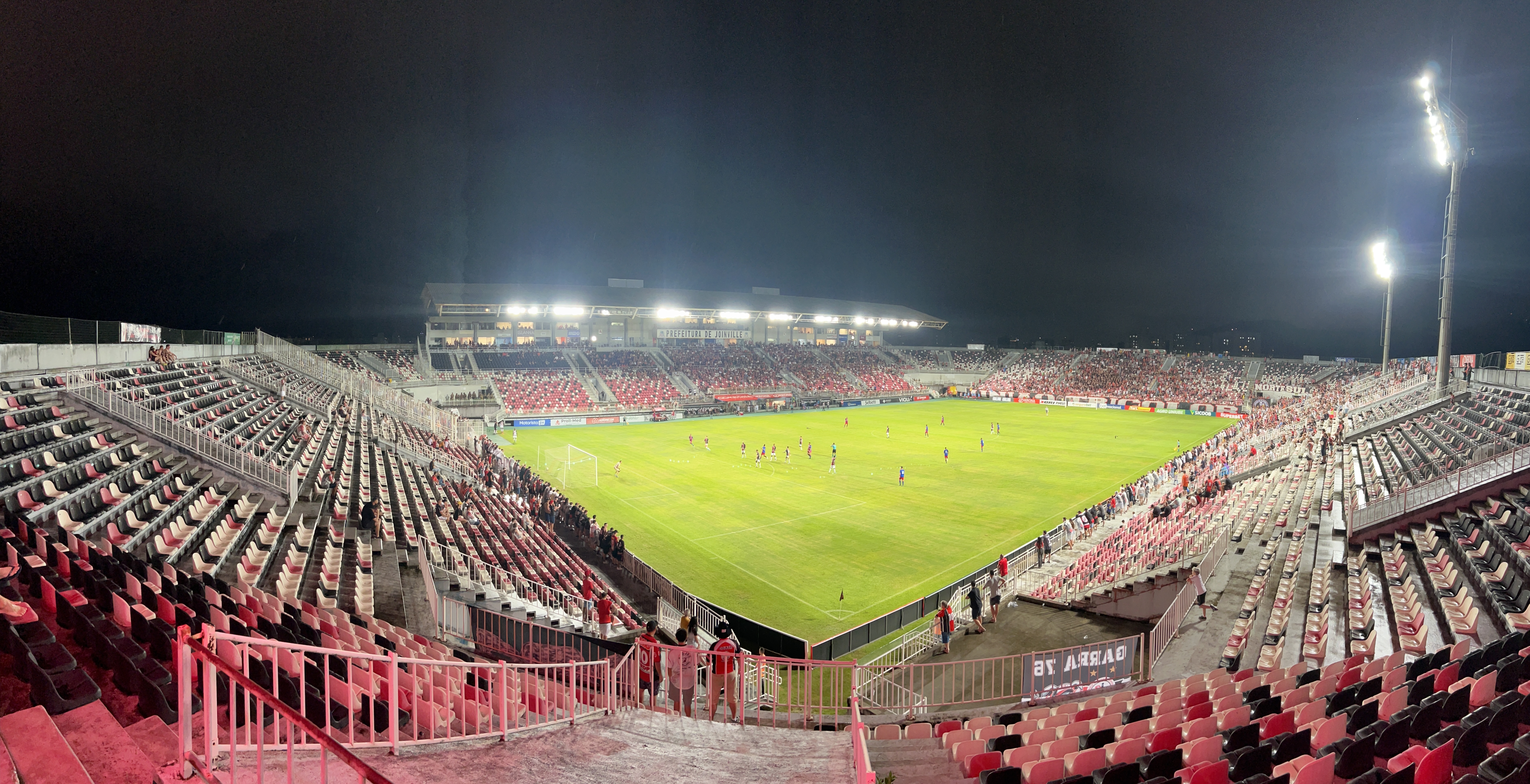
Arena Joinville (Joinville)
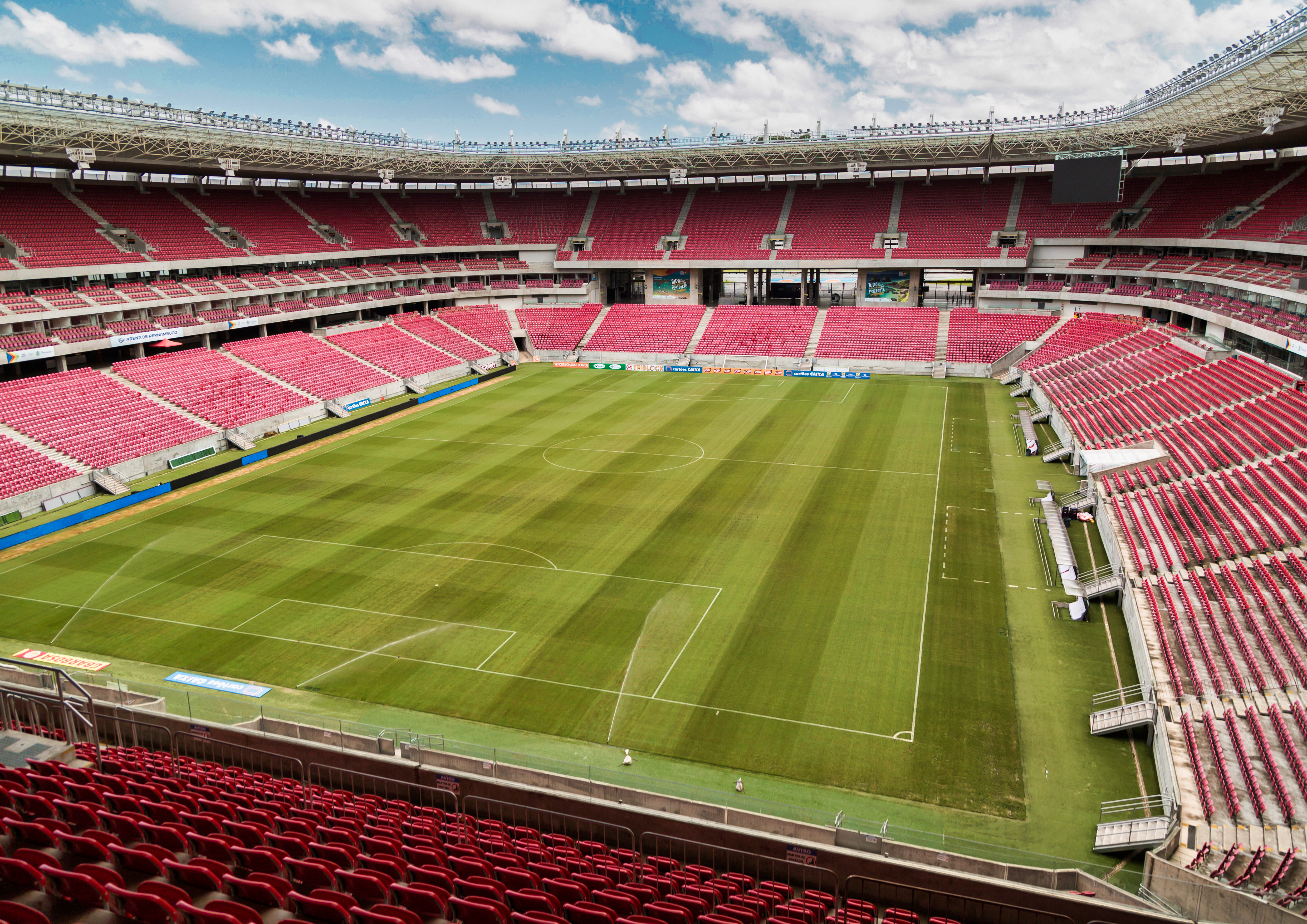
Arena Pernambuco (São Lourenço da Mata)
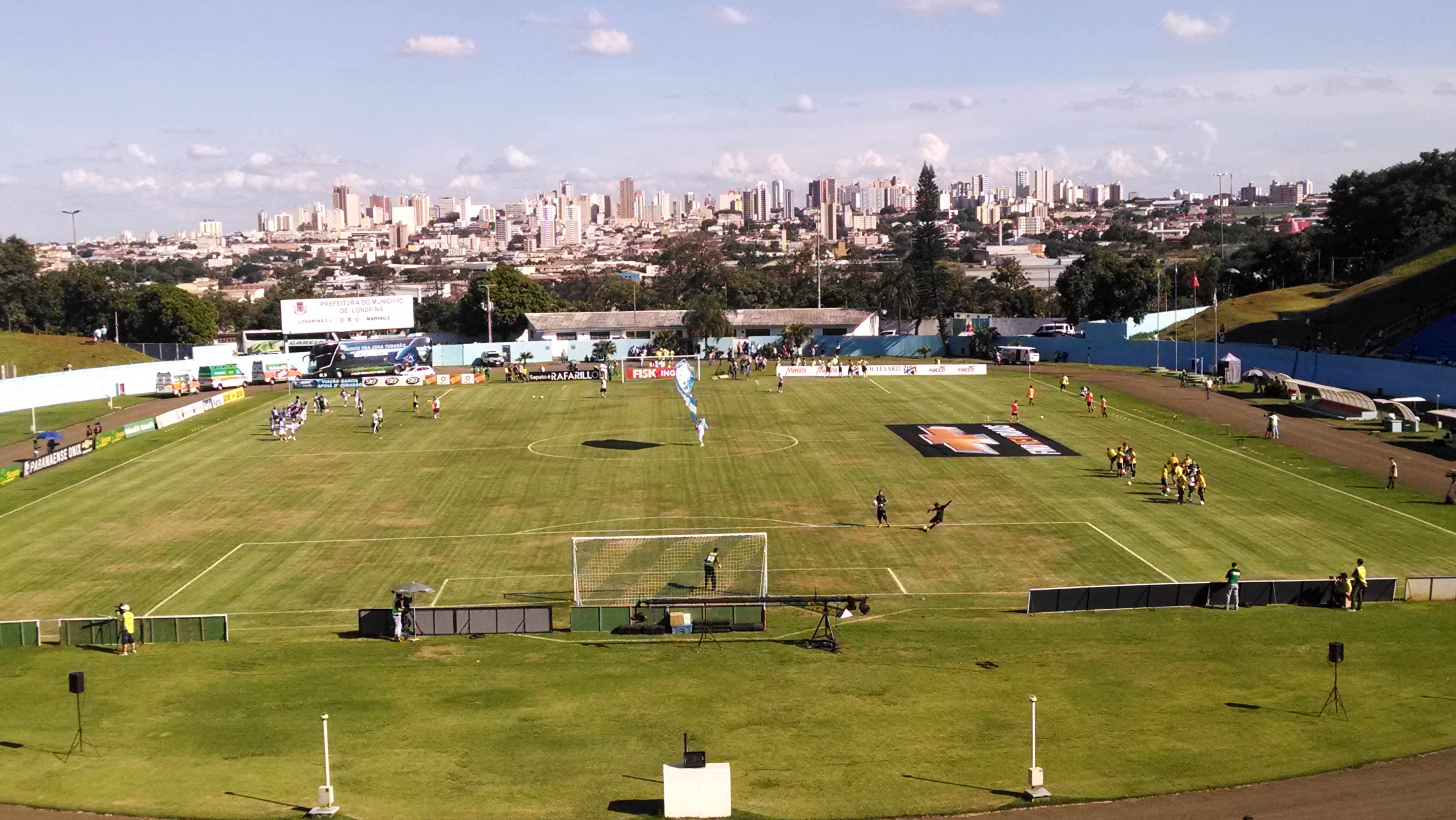
Estádio do Café (Londrina)
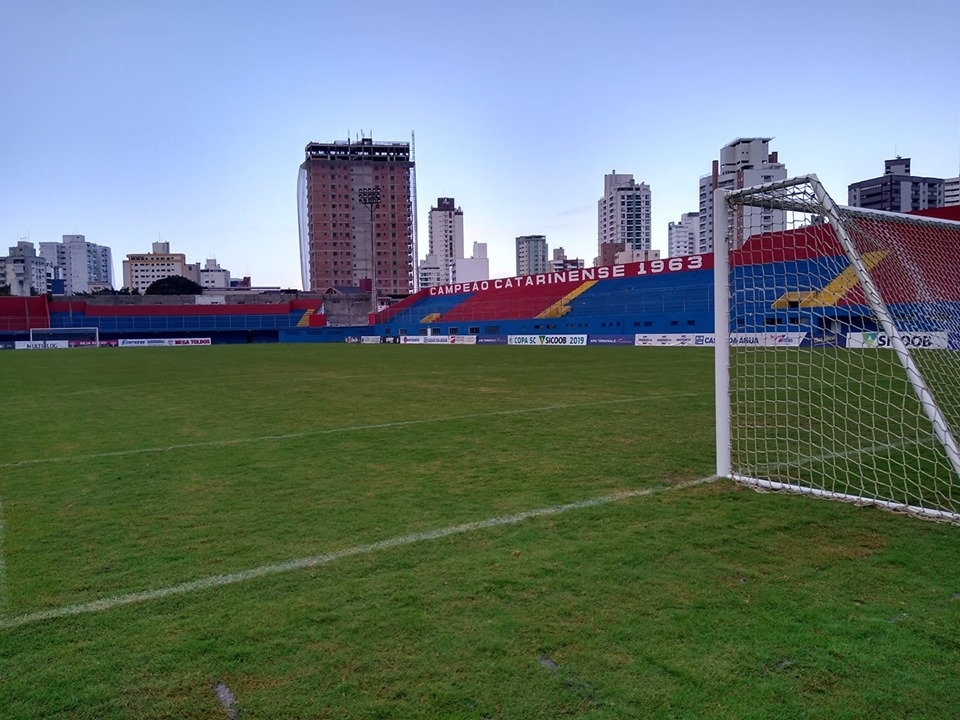
Gigantão das Avenidas (Itajaí)
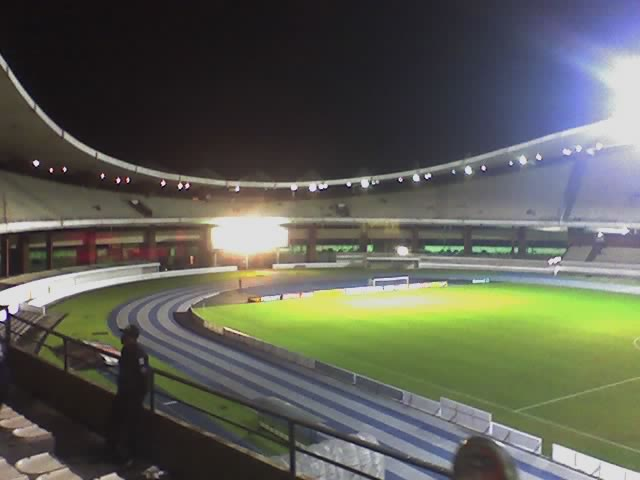
Mangueirão (Belém)
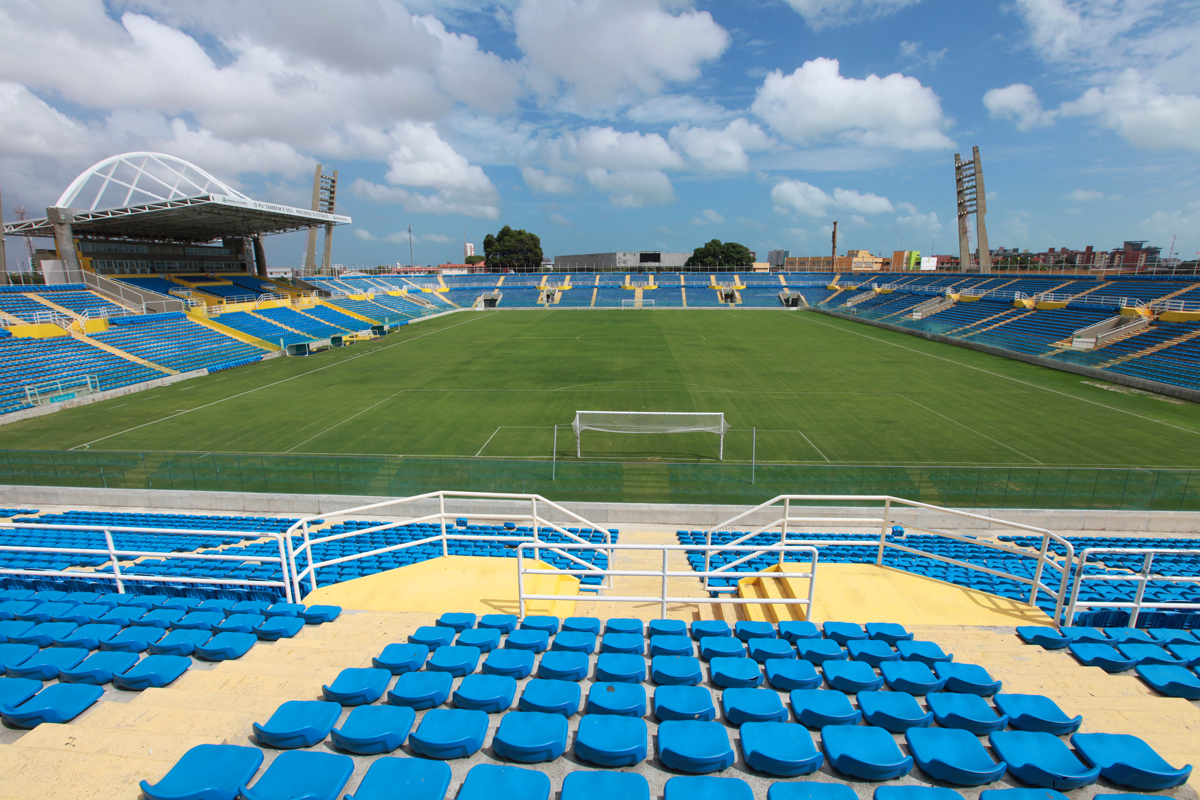
Presidente Vargas (Fortaleza)

Ainda foi utilizado o Carlos Zamith (Manaus).

## Transmissão televisiva
O torneio estava previsto para ter as transmissões da Band em TV aberta, em cumprimento do contrato firmado na edição anterior entre a emissora paulista e o conglomerado de mídia Brax. No entanto, a agência informou à CBF que não teria como honrar os compromissos fechados em 2023, optando por rescindir o contrato em 9 de março de 2024, causando até então a saída do torneio da Band.
Sendo amparado pela Lei do Mandante, o Santos fechou um contrato de exclusividade com a Globo para as transmissões de seus jogos em todas as mídias, com o acordo sendo firmado em 5 de março de 2024.
Em 5 de abril de 2024, após alguns impasses, ficou definido que o torneio passaria a ser transmitido pela TV Brasil, marcando a volta da competição ao canal federal após a sua última cobertura em 2018, enquanto que os direitos de transmissão via streaming foram repassados para o Canal GOAT (à exceção dos jogos do Santos como mandante). A Globo posteriormente renovou os direitos de transmissão via televisão por assinatura e pay-per-view para o SporTV e o Premiere.
Finalmente, em 18 de abril, os direitos da Série B foram divididos entre a Globo, SporTV, Premiere, TV Brasil, GOAT e a Band, com a última que até então ficaria de fora, recuperando a cobertura das partidas. A nova decisão contemplou um novo acordo firmado entre a CBF e a Brax.
| Emissora   | Santos como mandante                            | 4 jogos exclusivos por rodada      | Demais jogos por rodada                                   | Ref.   |
| ---------- | ----------------------------------------------- | ---------------------------------- | --------------------------------------------------------- | ------ |
| TV Globo   | Exibição de alguns jogos em praças selecionadas |                                    |                                                           | [ 24 ] |
| SporTV     | Exibição nacional por TV fechada                | Exibição nacional por TV fechada   |                                                           | [ 26 ] |
| Premiere   | Exibição nacional por pay-per-view              | Exibição nacional por pay-per-view | Exibição nacional por pay-per-view                        | [ 26 ] |
| Canal GOAT |                                                 |                                    | Transmissão nacional online pelo YouTube de todo o pacote | [ 26 ] |
| TV Brasil  |                                                 |                                    | Jogos selecionados em rede nacional                       | [ 26 ] |
| Band       |                                                 |                                    | Jogos selecionados em rede nacional ou regionalizados.    | [ 27 ] |

## Classificação
| Pos | Equipe          | Pts | J  | V  | E  | D  | GP | GC | SG  | Classificação ou descenso      |
| --- | --------------- | --- | -- | -- | -- | -- | -- | -- | --- | ------------------------------ |
| 1   | Santos (C)      | 68  | 38 | 20 | 8  | 10 | 57 | 32 | +25 | Promoção à Série A de 2025     |
| 2   | Mirassol        | 67  | 38 | 19 | 10 | 9  | 42 | 26 | +16 | Promoção à Série A de 2025     |
| 3   | Sport           | 66  | 38 | 19 | 9  | 10 | 57 | 37 | +20 | Promoção à Série A de 2025     |
| 4   | Ceará           | 64  | 38 | 19 | 7  | 12 | 59 | 41 | +18 | Promoção à Série A de 2025     |
| 5   | Novorizontino   | 64  | 38 | 18 | 10 | 10 | 43 | 31 | +12 |                                |
| 6   | Goiás           | 63  | 38 | 18 | 9  | 11 | 56 | 32 | +24 |                                |
| 7   | Operário-PR     | 58  | 38 | 16 | 10 | 12 | 34 | 32 | +2  |                                |
| 8   | América Mineiro | 58  | 38 | 15 | 13 | 10 | 50 | 35 | +15 |                                |
| 9   | Vila Nova       | 55  | 38 | 16 | 7  | 15 | 42 | 54 | −12 |                                |
| 10  | Avaí            | 53  | 38 | 14 | 11 | 13 | 34 | 32 | +2  |                                |
| 11  | Amazonas        | 52  | 38 | 14 | 10 | 14 | 31 | 37 | −6  |                                |
| 12  | Coritiba        | 50  | 38 | 14 | 8  | 16 | 41 | 44 | −3  |                                |
| 13  | Paysandu        | 50  | 38 | 12 | 14 | 12 | 41 | 43 | −2  |                                |
| 14  | Botafogo-SP     | 45  | 38 | 11 | 12 | 15 | 36 | 51 | −15 |                                |
| 15  | Chapecoense     | 44  | 38 | 11 | 11 | 16 | 34 | 45 | −11 |                                |
| 16  | CRB             | 43  | 38 | 11 | 10 | 17 | 38 | 45 | −7  |                                |
| 17  | Ponte Preta     | 38  | 38 | 10 | 8  | 20 | 37 | 55 | −18 | Rebaixamento à Série C de 2025 |
| 18  | Ituano          | 37  | 38 | 11 | 4  | 23 | 43 | 63 | −20 | Rebaixamento à Série C de 2025 |
| 19  | Brusque         | 36  | 38 | 8  | 12 | 18 | 24 | 44 | −20 | Rebaixamento à Série C de 2025 |
| 20  | Guarani         | 33  | 38 | 8  | 9  | 21 | 33 | 53 | −20 | Rebaixamento à Série C de 2025 |

## Confrontos
| Mandante \ Visitante | AMA | AMM | AVA | BRP | BRU | CEA | CHA | CTB | CRB | GOI | GUA | ITU | MIR | NOV | OPF | PAY | PON | SAN | SPT | VIL |
| -------------------- | --- | --- | --- | --- | --- | --- | --- | --- | --- | --- | --- | --- | --- | --- | --- | --- | --- | --- | --- | --- |
| Amazonas             | —   | 1–0 | 2–1 | 0–1 | 2–1 | 1–1 | 0–1 | 1–0 | 2–0 | 0–4 | 1–1 | 1–0 | 1–0 | 1–0 | 2–1 | 1–1 | 2–1 | 1–0 | 2–3 | 1–2 |
| América Mineiro      | 0–0 | —   | 1–1 | 3–1 | 3–0 | 2–2 | 0–0 | 2–1 | 2–1 | 2–2 | 3–0 | 3–2 | 0–0 | 2–0 | 2–0 | 2–0 | 2–0 | 2–1 | 2–1 | 3–1 |
| Avaí                 | 1–1 | 2–2 | —   | 1–1 | 0–0 | 0–1 | 0–0 | 1–0 | 2–1 | 2–0 | 3–2 | 2–0 | 0–0 | 0–1 | 1–0 | 1–0 | 2–1 | 0–2 | 0–2 | 3–0 |
| Botafogo-SP          | 0–1 | 1–1 | 1–3 | —   | 2–2 | 1–4 | 0–0 | 2–0 | 0–0 | 1–0 | 3–2 | 0–1 | 0–0 | 0–1 | 0–0 | 1–1 | 2–0 | 0–1 | 1–1 | 1–0 |
| Brusque              | 1–0 | 0–0 | 0–0 | 0–1 | —   | 1–0 | 0–1 | 0–1 | 1–2 | 0–2 | 2–1 | 1–0 | 3–1 | 0–0 | 0–0 | 1–0 | 0–0 | 0–1 | 1–0 | 3–1 |
| Ceará                | 2–1 | 1–0 | 2–0 | 4–1 | 1–0 | —   | 2–1 | 1–0 | 2–2 | 1–1 | 3–1 | 4–2 | 1–2 | 1–0 | 2–1 | 2–1 | 1–0 | 0–1 | 0–0 | 4–0 |
| Chapecoense          | 2–0 | 2–2 | 1–0 | 1–1 | 1–1 | 2–1 | —   | 2–1 | 0–0 | 0–4 | 0–4 | 3–1 | 0–1 | 0–2 | 0–1 | 1–2 | 0–0 | 3–2 | 1–1 | 1–1 |
| Coritiba             | 3–1 | 1–0 | 1–0 | 1–3 | 1–0 | 3–1 | 1–0 | —   | 2–1 | 0–0 | 1–0 | 4–2 | 0–1 | 2–2 | 3–0 | 1–1 | 1–1 | 0–2 | 0–1 | 1–1 |
| CRB                  | 0–0 | 2–1 | 1–2 | 4–1 | 1–1 | 0–2 | 2–0 | 2–1 | —   | 0–1 | 1–0 | 1–0 | 0–1 | 0–1 | 1–1 | 3–2 | 0–1 | 1–1 | 1–1 | 1–0 |
| Goiás                | 1–0 | 2–1 | 2–1 | 4–0 | 4–1 | 2–1 | 1–2 | 1–1 | 1–1 | —   | 1–0 | 2–0 | 0–1 | 1–0 | 3–0 | 1–1 | 3–0 | 3–1 | 3–0 | 0–1 |
| Guarani              | 0–0 | 1–2 | 0–0 | 2–0 | 1–0 | 0–0 | 0–1 | 2–1 | 2–1 | 2–3 | —   | 3–3 | 1–0 | 0–2 | 0–1 | 0–0 | 1–1 | 1–1 | 0–1 | 2–0 |
| Ituano               | 0–1 | 0–0 | 0–1 | 3–2 | 1–1 | 1–2 | 2–1 | 0–1 | 1–2 | 1–0 | 1–0 | —   | 3–2 | 1–3 | 0–2 | 3–5 | 2–0 | 0–2 | 1–0 | 0–0 |
| Mirassol             | 0–0 | 1–0 | 0–0 | 1–2 | 2–0 | 3–2 | 1–0 | 4–1 | 1–0 | 1–0 | 3–0 | 2–0 | —   | 1–0 | 1–0 | 2–1 | 3–0 | 0–0 | 0–0 | 1–0 |
| Novorizontino        | 1–1 | 1–1 | 2–0 | 2–0 | 1–0 | 0–3 | 1–0 | 0–0 | 2–1 | 2–1 | 1–1 | 1–0 | 1–1 | —   | 0–1 | 1–1 | 2–1 | 3–1 | 1–3 | 2–0 |
| Operário-PR          | 1–0 | 1–0 | 1–0 | 0–1 | 0–0 | 0–0 | 3–2 | 2–1 | 2–0 | 2–0 | 1–0 | 1–2 | 1–1 | 0–0 | —   | 1–1 | 1–1 | 1–0 | 2–1 | 2–3 |
| Paysandu             | 0–1 | 2–0 | 0–0 | 1–1 | 1–0 | 2–1 | 2–0 | 2–1 | 1–1 | 1–1 | 2–1 | 1–0 | 0–0 | 1–3 | 1–1 | —   | 1–0 | 0–3 | 0–1 | 2–1 |
| Ponte Preta          | 3–0 | 0–2 | 1–0 | 1–0 | 2–0 | 3–1 | 0–2 | 1–1 | 4–2 | 1–1 | 0–1 | 1–4 | 4–2 | 1–0 | 0–1 | 1–2 | —   | 1–2 | 0–4 | 2–0 |
| Santos               | 0–0 | 2–1 | 0–1 | 1–2 | 4–0 | 1–0 | 1–0 | 4–0 | 0–2 | 2–0 | 4–1 | 2–0 | 3–2 | 1–1 | 1–0 | 2–0 | 2–2 | —   | 1–1 | 3–0 |
| Sport                | 3–2 | 1–1 | 1–2 | 3–1 | 4–1 | 2–1 | 1–1 | 0–1 | 2–0 | 1–1 | 4–0 | 3–2 | 1–0 | 1–2 | 1–2 | 1–0 | 3–1 | 2–1 | —   | 2–0 |
| Vila Nova            | 1–0 | 1–0 | 2–1 | 1–1 | 2–2 | 3–2 | 3–2 | 0–3 | 1–0 | 1–0 | 2–0 | 3–4 | 1–0 | 2–1 | 1–0 | 2–2 | 2–1 | 1–1 | 2–0 | —   |

## Desempenho por rodada
Posições de cada clube por rodada:
| Rodada ↓ | AMA | AMM | AVA | BRP | BRU | CEA | CHA | CTB | CRB | GOI | GUA | ITU | MIR | NOV | OPF | PAY | PON | SAN | SPT | VIL |
| -------- | --- | --- | --- | --- | --- | --- | --- | --- | --- | --- | --- | --- | --- | --- | --- | --- | --- | --- | --- | --- |
| 1ª       | 14  | 10  | 16  | 10  | 1   | 8   | 1   | 8   | 15  | 13  | 20  | 17  | 18  | 6   | 7   | 19  | 10  | 3   | 5   | 3   |
| 2ª       | 14  | 6   | 18  | 12  | 8   | 13  | 3   | 7   | 15  | 5   | 19  | 20  | 10  | 11  | 4   | 16  | 17  | 1   | 2   | 9   |
| 3ª       | 18  | 8   | 17  | 13  | 12  | 14  | 4   | 10  | 15  | 3   | 20  | 19  | 11  | 6   | 5   | 16  | 9   | 1   | 2   | 7   |
| 4ª       | 15  | 4   | 14  | 18  | 16  | 10  | 6   | 13  | 11  | 2   | 17  | 20  | 7   | 9   | 5   | 19  | 12  | 3   | 1   | 8   |
| 5ª       | 15  | 5   | 11  | 17  | 16  | 6   | 8   | 10  | 13  | 3   | 18  | 19  | 9   | 12  | 7   | 20  | 14  | 1   | 2   | 4   |
| 6ª       | 15  | 4   | 6   | 18  | 16  | 8   | 10  | 12  | 11  | 2   | 19  | 20  | 5   | 13  | 9   | 17  | 14  | 1   | 3   | 7   |
| 7ª       | 14  | 2   | 4   | 20  | 17  | 6   | 11  | 7   | 13  | 3   | 19  | 15  | 8   | 10  | 12  | 18  | 16  | 1   | 5   | 9   |
| 8ª       | 15  | 5   | 2   | 17  | 19  | 4   | 12  | 9   | 14  | 1   | 20  | 18  | 6   | 11  | 8   | 16  | 13  | 3   | 7   | 10  |
| 9ª       | 12  | 1   | 4   | 17  | 19  | 7   | 13  | 9   | 15  | 2   | 20  | 18  | 3   | 11  | 8   | 16  | 14  | 5   | 6   | 10  |
| 10ª      | 14  | 1   | 2   | 16  | 17  | 9   | 12  | 8   | 18  | 4   | 20  | 19  | 6   | 11  | 5   | 15  | 13  | 7   | 3   | 10  |
| 11ª      | 15  | 1   | 2   | 13  | 17  | 10  | 12  | 7   | 18  | 6   | 20  | 19  | 8   | 11  | 3   | 16  | 14  | 5   | 4   | 9   |
| 12ª      | 14  | 1   | 2   | 12  | 18  | 11  | 16  | 8   | 17  | 7   | 20  | 19  | 9   | 10  | 3   | 15  | 13  | 5   | 6   | 4   |
| 13ª      | 14  | 3   | 1   | 12  | 18  | 9   | 16  | 8   | 17  | 5   | 20  | 19  | 10  | 11  | 4   | 15  | 13  | 2   | 7   | 6   |
| 14ª      | 16  | 2   | 5   | 14  | 18  | 11  | 12  | 10  | 17  | 9   | 20  | 19  | 6   | 7   | 8   | 15  | 13  | 1   | 4   | 3   |
| 15ª      | 15  | 3   | 6   | 17  | 18  | 14  | 16  | 10  | 13  | 9   | 20  | 19  | 8   | 7   | 4   | 12  | 11  | 1   | 5   | 2   |
| 16ª      | 15  | 3   | 9   | 17  | 18  | 12  | 16  | 13  | 11  | 7   | 20  | 19  | 5   | 4   | 6   | 10  | 14  | 1   | 8   | 2   |
| 17ª      | 14  | 3   | 10  | 17  | 18  | 8   | 16  | 15  | 11  | 7   | 20  | 19  | 5   | 4   | 6   | 13  | 12  | 1   | 9   | 2   |
| 18ª      | 15  | 5   | 10  | 17  | 18  | 7   | 16  | 13  | 11  | 9   | 20  | 19  | 3   | 2   | 8   | 14  | 12  | 1   | 6   | 4   |
| 19ª      | 13  | 5   | 11  | 16  | 18  | 6   | 17  | 15  | 12  | 10  | 20  | 19  | 3   | 2   | 8   | 14  | 9   | 1   | 7   | 4   |
| 20ª      | 13  | 4   | 10  | 16  | 18  | 7   | 17  | 14  | 12  | 9   | 20  | 19  | 3   | 2   | 8   | 15  | 11  | 1   | 5   | 6   |
| 21ª      | 12  | 4   | 7   | 16  | 19  | 9   | 18  | 13  | 15  | 8   | 20  | 17  | 1   | 3   | 10  | 14  | 11  | 2   | 6   | 5   |
| 22ª      | 10  | 5   | 6   | 14  | 19  | 8   | 17  | 11  | 16  | 7   | 20  | 18  | 3   | 1   | 12  | 15  | 13  | 2   | 9   | 4   |
| 23ª      | 12  | 6   | 7   | 14  | 18  | 5   | 19  | 8   | 16  | 9   | 20  | 17  | 3   | 1   | 11  | 15  | 13  | 2   | 10  | 4   |
| 24ª      | 12  | 8   | 5   | 14  | 17  | 6   | 19  | 11  | 16  | 9   | 20  | 18  | 2   | 1   | 10  | 15  | 13  | 3   | 7   | 4   |
| 25ª      | 9   | 7   | 8   | 13  | 19  | 5   | 18  | 10  | 16  | 11  | 20  | 17  | 3   | 1   | 12  | 15  | 14  | 2   | 6   | 4   |
| 26ª      | 11  | 7   | 8   | 13  | 19  | 6   | 17  | 12  | 18  | 9   | 20  | 16  | 3   | 1   | 10  | 14  | 15  | 2   | 4   | 5   |
| 27ª      | 9   | 6   | 7   | 14  | 19  | 8   | 17  | 11  | 18  | 10  | 20  | 16  | 5   | 1   | 12  | 15  | 13  | 2   | 4   | 3   |
| 28ª      | 11  | 6   | 9   | 15  | 17  | 7   | 14  | 8   | 19  | 12  | 20  | 18  | 4   | 1   | 10  | 16  | 13  | 2   | 3   | 5   |
| 29ª      | 11  | 7   | 9   | 16  | 18  | 6   | 13  | 8   | 17  | 12  | 20  | 19  | 4   | 1   | 10  | 14  | 15  | 2   | 3   | 5   |
| 30ª      | 10  | 5   | 9   | 14  | 19  | 7   | 16  | 12  | 17  | 11  | 20  | 18  | 4   | 1   | 8   | 15  | 13  | 2   | 3   | 6   |
| 31ª      | 11  | 7   | 10  | 14  | 18  | 6   | 16  | 9   | 17  | 12  | 20  | 19  | 4   | 2   | 8   | 13  | 15  | 1   | 3   | 5   |
| 32ª      | 10  | 7   | 11  | 16  | 18  | 5   | 13  | 8   | 15  | 12  | 20  | 19  | 4   | 3   | 9   | 14  | 17  | 1   | 2   | 6   |
| 33ª      | 11  | 8   | 12  | 17  | 19  | 6   | 15  | 10  | 16  | 9   | 20  | 18  | 4   | 3   | 7   | 13  | 14  | 1   | 2   | 5   |
| 34ª      | 12  | 7   | 11  | 15  | 19  | 5   | 13  | 9   | 17  | 8   | 20  | 18  | 4   | 2   | 10  | 14  | 16  | 1   | 3   | 6   |
| 35ª      | 11  | 9   | 12  | 14  | 19  | 5   | 15  | 10  | 16  | 6   | 20  | 18  | 3   | 2   | 7   | 13  | 17  | 1   | 4   | 8   |
| 36ª      | 11  | 9   | 12  | 14  | 19  | 4   | 15  | 10  | 16  | 6   | 20  | 18  | 2   | 3   | 7   | 13  | 17  | 1   | 5   | 8   |
| 37ª      | 12  | 9   | 11  | 16  | 19  | 4   | 14  | 10  | 15  | 6   | 20  | 18  | 2   | 3   | 7   | 13  | 17  | 1   | 5   | 8   |
| 38ª      | 11  | 8   | 10  | 14  | 19  | 4   | 15  | 12  | 16  | 6   | 20  | 18  | 2   | 5   | 7   | 13  | 17  | 1   | 3   | 9   |
| Rodada ↑ | AMA | AMM | AVA | BRP | BRU | CEA | CHA | CTB | CRB | GOI | GUA | ITU | MIR | NOV | OPF | PAY | PON | SAN | SPT | VIL |

| Líder e promoção à Série A de 2025 Zona de promoção à Série A de 2025 Zona de rebaixamento à Série C de 2025 |

## Estatísticas

### Artilharia
| Pos. | Jogador            | Equipe    | Gols |
| ---- | ------------------ | --------- | ---- |
| 1    | Erick Pulga        | Ceará     | 13   |
| 2    | Alesson            | Vila Nova | 11   |
| 2    | Caio Dantas        | Guarani   | 11   |
| 2    | Saulo Mineiro      | Ceará     | 11   |
| 5    | Anselmo Ramon      | CRB       | 10   |
| 5    | Aylon              | Ceará     | 10   |
| 5    | Dellatorre         | Mirassol  | 10   |
| 5    | Esli García        | Paysandu  | 10   |
| 5    | Fabricio Domínguez | Sport     | 10   |
| 5    | Guilherme          | Santos    | 10   |
| 5    | Matheus Frizzo     | Coritiba  | 10   |

### Assistências
| Pos. | Jogador        | Equipe        | Assists. |
| ---- | -------------- | ------------- | -------- |
| 1    | Lucas Lima     | Sport         | 10       |
| 2    | Guilherme      | Santos        | 8        |
| 3    | Alesson        | Vila Nova     | 6        |
| 3    | Élvis          | Ponte Preta   | 6        |
| 3    | Lucas Mugni    | Ceará         | 6        |
| 3    | Rodrigo Soares | Novorizontino | 6        |
| 3    | Saulo Mineiro  | Ceará         | 6        |
| 3    | Welliton       | Goiás         | 6        |

### Hat-tricks
| Jogador         | Clube | Adversário  | Placar  | Data           | Ref.   |
| --------------- | ----- | ----------- | ------- | -------------- | ------ |
| Saulo Mineiro   | Ceará | Ituano      | 4–2 (C) | 29 de junho    | [ 33 ] |
| Thiago Galhardo | Goiás | Brusque     | 4–1 (C) | 21 de agosto   | [ 34 ] |
| Saulo Mineiro   | Ceará | Botafogo-SP | 4–1 (F) | 12 de novembro | [ 35 ] |

### Públicos
Maiores públicos
Estes são os dez maiores públicos do campeonato:
| N.º | Público | Mandante | Placar | Visitante       | Estádio        | Data           | Rodada | Ref.   |
| --- | ------- | -------- | ------ | --------------- | -------------- | -------------- | ------ | ------ |
| 1   | 63 908  | Ceará    | 1–0    | América Mineiro | Arena Castelão | 18 de novembro | 37ª    | [ 36 ] |
| 2   | 46 976  | Ceará    | 2–1    | Operário-PR     | Arena Castelão | 8 de setembro  | 25ª    | [ 37 ] |
| 3   | 45 075  | Ceará    | 1–0    | Brusque         | Arena Castelão | 27 de setembro | 29ª    | [ 38 ] |
| 4   | 40 351  | Ceará    | 1–2    | Mirassol        | Arena Castelão | 17 de agosto   | 21ª    | [ 39 ] |
| 5   | 39 348  | Ceará    | 2–1    | Paysandu        | Arena Castelão | 26 de outubro  | 33ª    | [ 40 ] |
| 6   | 38 233  | Ceará    | 2–0    | Avaí            | Arena Castelão | 3 de novembro  | 35ª    | [ 41 ] |
| 7   | 34 894  | Paysandu | 2–1    | Vila Nova       | Mangueirão     | 24 de novembro | 38ª    | [ 42 ] |
| 8   | 33 054  | Paysandu | 0–3    | Santos          | Mangueirão     | 9 de agosto    | 20ª    | [ 43 ] |
| 9   | 32 734  | Ceará    | 1–0    | Coritiba        | Arena Castelão | 31 de maio     | 8ª     | [ 44 ] |
| 10  | 30 886  | Ceará    | 3–1    | Guarani         | Arena Castelão | 6 de agosto    | 19ª    | [ 45 ] |

Menores públicos
Estes são os dez menores públicos do campeonato:
| N.º | Público | Mandante | Placar | Visitante       | Estádio               | Data           | Rodada | Ref.   |
| --- | ------- | -------- | ------ | --------------- | --------------------- | -------------- | ------ | ------ |
| 1   | 19      | Brusque  | 0–0    | América Mineiro | Ressacada             | 2 de agosto    | 19ª    | [ 46 ] |
| 2   | 78      | Brusque  | 1–0    | Sport           | Ressacada             | 27 de agosto   | 23ª    | [ 47 ] |
| 3   | 322     | Brusque  | 0–0    | Novorizontino   | Gigantão das Avenidas | 19 de abril    | 8ª     | [ 48 ] |
| 4   | 359     | Amazonas | 1–0    | Ituano          | Carlos Zamith         | 3 de agosto    | 19ª    | [ 49 ] |
| 5   | 364     | Brusque  | 0–0    | Operário-PR     | Gigantão das Avenidas | 15 de maio     | 5ª     | [ 50 ] |
| 6   | 447     | Brusque  | 3–1    | Vila Nova       | Gigantão das Avenidas | 14 de setembro | 26ª    | [ 51 ] |
| 7   | 456     | Brusque  | 0–0    | Ponte Preta     | Gigantão das Avenidas | 5 de julho     | 14ª    | [ 52 ] |
| 8   | 468     | Brusque  | 1–0    | Amazonas        | Gigantão das Avenidas | 23 de setembro | 28ª    | [ 53 ] |
| 9   | 469     | Amazonas | 1–0    | Mirassol        | Arena da Amazônia     | 28 de maio     | 7ª     | [ 54 ] |
| 10  | 653     | Amazonas | 2–0    | CRB             | Arena da Amazônia     | 17 de agosto   | 21ª    | [ 55 ] |

Médias de público
Estas são as médias de público dos clubes no campeonato. Considera-se apenas os jogos da equipe como mandante e o público pagante:
| Pos.  | Equipe          | Média  | Total     | Mandos | Maior  | Menor |
| ----- | --------------- | ------ | --------- | ------ | ------ | ----- |
| 1     | Ceará           | 28 149 | 534 822   | 19     | 63 908 | 7 919 |
| 2     | Sport           | 16 137 | 290 460   | 18     | 24 769 | 7 062 |
| 3     | Coritiba        | 13 408 | 254 744   | 19     | 21 081 | 3 927 |
| 4     | Santos          | 11 249 | 191 230   | 17     | 15 750 | 6 946 |
| 5     | Paysandu        | 10 260 | 184 687   | 18     | 33 054 | 4 903 |
| 6     | Goiás           | 5 752  | 109 288   | 19     | 11 135 | 1 757 |
| 7     | Avaí            | 5 537  | 105 206   | 19     | 12 549 | 1 022 |
| 8     | Vila Nova       | 5 428  | 103 133   | 19     | 9 432  | 1 649 |
| 9     | CRB             | 4 667  | 84 011    | 18     | 11 332 | 1 829 |
| 10    | Ponte Preta     | 4 620  | 87 789    | 19     | 15 262 | 2 288 |
| 11    | Chapecoense     | 4 610  | 87 589    | 19     | 10 851 | 1 708 |
| 12    | Mirassol        | 3 746  | 71 178    | 19     | 11 202 | 1 187 |
| 13    | Operário-PR     | 3 626  | 65 259    | 18     | 7 482  | 2 145 |
| 14    | Guarani         | 3 486  | 66 236    | 19     | 9 447  | 1 898 |
| 15    | Novorizontino   | 3 059  | 58 126    | 19     | 7 439  | 1 148 |
| 16    | Botafogo-SP     | 2 788  | 52 967    | 19     | 7 973  | 1 338 |
| 17    | Amazonas        | 1 999  | 35 987    | 18     | 6 391  | 359   |
| 18    | Ituano          | 1 941  | 36 875    | 19     | 11 716 | 780   |
| 19    | América Mineiro | 1 834  | 34 848    | 19     | 5 455  | 796   |
| 20    | Brusque         | 1 422  | 27 019    | 19     | 4 786  | 19    |
| Total | Total           | 6 653  | 2 481 454 | 373    | 63 908 | 19    |

## Mudanças de técnicos
| Clube           | Antecessor         | Data           | Última partida                | Rod | Pos | Sucessor                    | Ref.            |
| --------------- | ------------------ | -------------- | ----------------------------- | --- | --- | --------------------------- | --------------- |
| Avaí            | Eduardo Barroca    | 26 de abril    | Avaí 0–2 Santos               | 2ª  | 18º | Gilmar Dal Pozzo            | [ 58 ] [ 59 ]   |
| Guarani         | Claudinei Oliveira | 27 de abril    | Guarani 0–1 Chapecoense       | 2ª  | 19º | Júnior Rocha                | [ 60 ] [ 61 ]   |
| Coritiba        | Guto Ferreira      | 3 de maio      | Coritiba 0–1 Sport            | 3ª  | 7º  | Fábio Matias                | [ 63 ] [ 64 ]   |
| Brusque         | Luizinho Lopes     | 20 de maio     | Santos 4–0 Brusque            | 6ª  | 16º | Luizinho Vieira             | [ 65 ] [ 66 ]   |
| Vila Nova       | Márcio Fernandes   | 22 de maio     | Paysandu 6–0 Vila Nova        | 6ª  | 7º  | Luizinho Lopes              | [ 67 ] [ 68 ]   |
| Amazonas        | Adílson Batista    | 23 de maio     | Amazonas 0–1 Flamengo         | 6ª  | 15º | Rafael Lacerda              | [ 69 ] [ 70 ]   |
| Ponte Preta     | João Brigatti      | 27 de maio     | Ituano 2–0 Ponte Preta        | 7ª  | 15º | Nelsinho Baptista           | [ 71 ] [ 72 ]   |
| Guarani         | Júnior Rocha       | 9 de junho     | Guarani 0–1 Operário-PR       | 9ª  | 20º | Pintado                     | [ 75 ] [ 76 ]   |
| Ceará           | Vagner Mancini     | 26 de junho    | Ponte Preta 3–1 Ceará         | 12ª | 11º | Léo Condé                   | [ 78 ] [ 79 ]   |
| Coritiba        | Fábio Matias       | 23 de julho    | Santos 4–0 Coritiba           | 17ª | 14º | Jorginho                    | [ 81 ] [ 82 ]   |
| Sport           | Mariano Soso       | 25 de julho    | Chapecoense 1–1 Sport         | 17ª | 7º  | Guto Ferreira               | [ 85 ] [ 86 ]   |
| Guarani         | Pintado            | 26 de julho    | Amazonas 1–1 Guarani          | 17ª | 20º | Allan Aal                   | [ 87 ] [ 88 ]   |
| Goiás           | Márcio Zanardi     | 4 de agosto    | Novorizontino 2–1 Goiás       | 19ª | 10º | Vagner Mancini              | [ 89 ] [ 90 ]   |
| Chapecoense     | Umberto Louzer     | 4 de agosto    | Coritiba 1–0 Chapecoense      | 18ª | 17º | Tcheco                      | [ 93 ] [ 94 ]   |
| Avaí            | Gilmar Dal Pozzo   | 5 de agosto    | Ponte Preta 1–0 Avaí          | 19ª | 11º | Enderson Moreira            | [ 95 ] [ 96 ]   |
| Chapecoense     | Tcheco             | 18 de agosto   | Chapecoense 0–4 Guarani       | 21ª | 18º | Gilmar Dal Pozzo            | [ 97 ] [ 98 ]   |
| América Mineiro | Cauan de Almeida   | 27 de agosto   | Vila Nova 1–0 América Mineiro | 23ª | 6º  | Lisca                       | [ 99 ] [ 100 ]  |
| Sport           | Guto Ferreira      | 28 de agosto   | Brusque 1–0 Sport             | 23ª | 10º | Pepa                        | [ 101 ] [ 102 ] |
| CRB             | Daniel Paulista    | 4 de setembro  | Vila Nova 1–0 CRB             | 25ª | 16º | Bruno Pivetti               | [ 103 ] [ 104 ] |
| Paysandu        | Hélio dos Anjos    | 6 de setembro  | Paysandu 0–1 Amazonas         | 25ª | 15º | Márcio Fernandes            | [ 105 ] [ 106 ] |
| Brusque         | Luizinho Vieira    | 8 de setembro  | Brusque 0–1 Santos            | 25ª | 18º | Marcelo Cabo                | [ 107 ] [ 108 ] |
| CRB             | Bruno Pivetti      | 20 de setembro | CRB 0–1 Ponte Preta           | 27ª | 18º | Hélio dos Anjos             | [ 109 ] [ 110 ] |
| Botafogo-SP     | Paulo Gomes        | 25 de setembro | Botafogo-SP 0–0 CRB           | 28ª | 15º | Márcio Zanardi              | [ 111 ] [ 112 ] |
| Vila Nova       | Luizinho Lopes     | 20 de outubro  | Vila Nova 0–3 Coritiba        | 32ª | 6º  | Thiago Carvalho             | [ 113 ] [ 114 ] |
| Ituano          | Alberto Valentim   | 20 de outubro  | Ituano 1–2 Ceará              | 32ª | 19º | Chico Elias                 | [ 115 ] [ 116 ] |
| Ponte Preta     | Nelsinho Baptista  | 21 de outubro  | Ponte Preta 0–1 Guarani       | 32ª | 17º | João Brigatti               | [ 118 ] [ 119 ] |
| Coritiba        | Jorginho           | 11 de novembro | Coritiba 0–2 Santos           | 36ª | 10º | Guilherme Bossle (interino) | [ 120 ]         |
| Santos          | Fábio Carille      | 18 de novembro | Santos 0–2 CRB                | 37ª | 1º  | Leandro Zago (interino)     | [ 121 ] [ 122 ] |
| América Mineiro | Lisca              | 19 de novembro | Ceará 1–0 América Mineiro     | 37ª | 9º  | Diogo Giacomini (interino)  | [ 123 ]         |
| Amazonas        | Rafael Lacerda     | 19 de novembro | Amazonas 0–4 Goiás            | 37ª | 12º | Ibson Silva (interino)      | [ 124 ]         |

## Premiação
| Campeonato Brasileiro 2024 Série B       |
| São Paulo                                |
| ---------------------------------------- |
| Santos Futebol Clube Campeão (1º título) |